# Бусеев, Вадим Валерьевич
Вадим Валерьевич Бусеев (22 апреля 1986 года) — российский бурятский самбист и боец MMA, чемпион мира по панкратиону (2015), серебряный призёр Суперкубка мира по боевому самбо (2014), мастер спорта России по боевому самбо.

## Биография
Вадим Бусеев родился 22 апреля 1986 года в г. Усть-Кут Иркутской области. С 4 лет проживал в г. Улан-Удэ Республики Бурятия. Отец Валерий Бусеев родом из с. Тараса Боханского района Усть-Ордынского бурятского округа Иркутской области, мать Екатерина Бусеева родилась в г. Улан-Удэ. В период учебы в школе Вадим занимался дзюдо, вольной борьбой и боксом. После окончания школы стал тренироваться по боевому самбо у Тумэна Жалсановича Санжиева. Окончил юридический факультет Восточно-Сибирского государственного технологического университета. С 2011 года проживает в Москве, совмещая учебу в Российском государственном университете физической культуры, спорта, молодежи и туризма (РГУФКСМиТ) с выступлениями смешанных единоборствах (MMA). Тренируется в бойцовском клубе «Патриот», функционирующем на базе РГУФКСМиТ под началом Вячеслава Дамдинцурунова.

## Образование
- 2003-2008 - Восточно-Сибирский государственный технологический университет (г. Улан-Удэ, Республика Бурятия), юридический факультет;
- 2011-н.в. - Российский государственный университет физической культуры, спорта, молодежи и туризма (г. Москва), факультет физической культуры и спорта.

## Интересные факты
Вадима Бусеева характеризует зрелищный, бескомпромиссный стиль ведения боя. Так, по результатам опроса зрителей, проведенного компанией FIGHT NIGHTS GLOBAL, поединок Вадима против словацкого спортсмена Томаша Дека был признан лучшим боем 2016 года в России.

## Спортивные результаты
- Чемпионат мира по панкратиону (2015) — 1 место;
- Турнир по MMA "Кубок Альфы" (2015) — 1 место;
- Суперкубок мира по боевому самбо 2014 года — 2 место;
- Чемпионат Москвы по боевому самбо 2014 года — 1 место;
- Турнир по MMA "Кубок Альфы" (2013) — 1 место;
- Турнир по MMA "Взломанный лёд" (2013) — 1 место;
- Чемпионат Центрального федерального округа по боевому самбо 2012 года — 1 место.
- Чемпионат России по боевому самбо 2010 года — 3 место;
- Чемпионат азиатской части России по боевому самбо 2008 года — 2 место.

## Список боев
| Боёв 5   | Побед 2 | Поражений 1 |
| -------- | ------- | ----------- |
| Нокаутом | 0       | 0           |
| Сдачей   | 0       | 0           |
| Решением | 2       | 1           |
| Ничьи    | 2       | 2           |

| Результат | Рекорд | Соперник         | Способ         | Турнир                             | Дата             | Раунд | Время | Место          | Примечание                                                                                          |  |
| --------- | ------ | ---------------- | -------------- | ---------------------------------- | ---------------- | ----- | ----- | -------------- | --------------------------------------------------------------------------------------------------- |  |
| Победа    | 2-1-2  | Сяо Лун          | Решением судей | WLF                                | 2 декабря 2016   | 3     | 5:00  | Харбин, Китай  | |  |
| Поражение | 1-1-2  | Томаш Дек        | Решением судей | Fight Nights Global 53             | 7 октября 2016   | 3     | 5:00  | Москва, Россия | Бой года (по результатам опроса зрителей, проведенного промоутерской компанией FIGHT NIGHTS GLOBAL) |  |
| Ничья     | 1-0-2  | Алым Исабаев     | Решением судей | Fight Nights Global 44             | 26 февраля 2016  | 3     | 5:00  | Москва, Россия | |  |
| Победа    | 1-0-1  | Грачик Енгибарян | Решением судей | Fight Nights - Cup of Moscow       | 15 марта 2015    | 2     | 5:00  | Москва, Россия | |  |
| Ничья     | 0-0-1  | Артур Багаутинов | Решением судей | Fight Nights - Battle of Moscow 17 | 30 сентября 2014 | 2     | 5:00  | Москва, Россия | |  |